# ولب تمار
ولب تمار  (بالإنجليزية: Macropus eugenii)، هو كنغر صغير يستوطن جنوب وغرب أستراليا على الرغم من انخفاض نطاقه الجغرافي بشكل كبير منذ الاستعمار الأوروبي، يظل ولب تمار شائعًا ضمن نطاقه المنخفض حيث أدرج كـ «غير مهدد» من قبل الاتحاد الدولي لحفظ الطبيعة. تم إدخاله إلى نيوزيلندا كما أعيد إدخاله إلى بعض مناطق أستراليا حيث تمت إزالته سابقًا. تميز اختلافات الجمجمة بين ولب تمار غربي أستراليا، جزيرة كانغارو والبر الرئيسي جنوب أستراليا، مما يجعلها مجموعات متمايزة أو ربما أنواع فرعية مختلفة.
يعد ولب تمار من بين أصغر الولاوب في جنس الكنغريات.
ويغطيه اللون الرمادي عامة. كما له العديد من التكيفات الملحوظة، بما في ذلك كفاءته في حفظ الطاقة أثناء التنقل، رؤية اللون، وقدرته على شرب ماء البحر. هو نوع ليلي، حيث يقضي الليل في الأراض العشبية، والنهار في أراض الشجيرات.